# UFC 196
UFC 196：麦格雷戈对迪亚兹（UFC 196: McGregor vs. Diaz）是终极格斗冠军赛（UFC）主办的一场综合格斗赛事，于2016年3月5日在美国内华达州拉斯维加斯的米高梅大花园体育馆举行。

## 结果
1. ↑  UFC女子雏量级冠军战